# Schreinerhammer

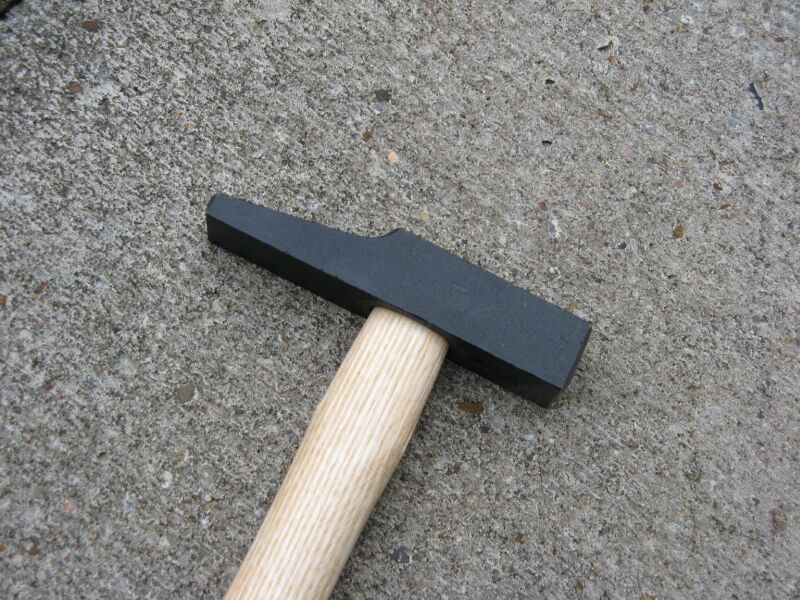
Schreinerhammer 16

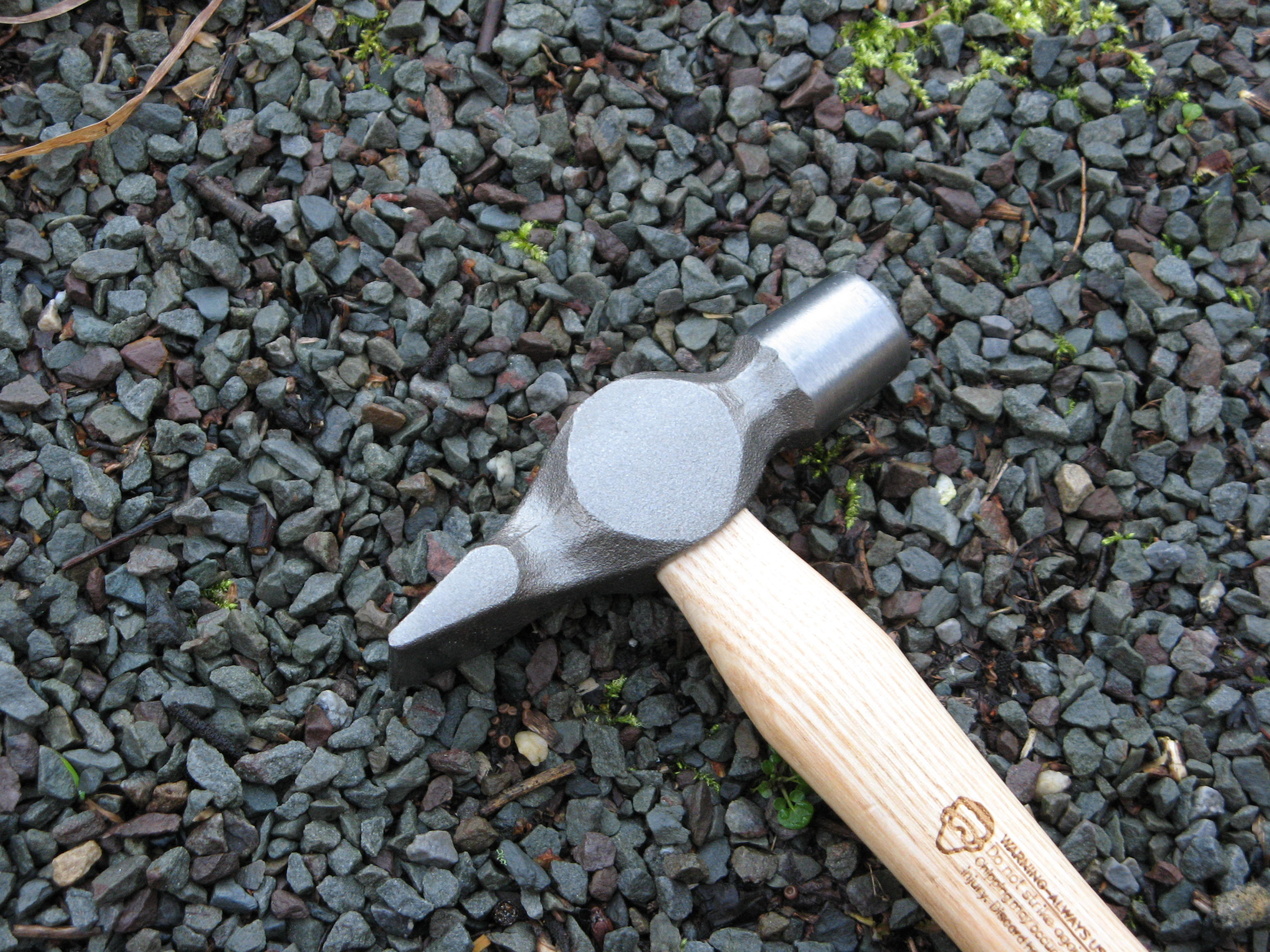
Schreinerhammer englische Form

Ein Schreinerhammer oder Tischlerhammer ist ein Hammer mit einem Kopf aus Stahl und einem ovalen Stiel meist aus Esche oder Weißbuche. Die Bahn ist rechteckig, die Finne abgesetzt und nach unten verschoben. Die Größe wird durch die Kantenlänge der Bahn in mm angegeben, nicht durch das Kopfgewicht. Es gibt Hämmer von 16 mm (100 g) bis 30 mm (520 g). Sie werden in der DIN 5109 beschrieben.
Im angelsächsischen Raum sind Schreinerhammer mit kreisförmiger Bahn üblich.
Der Schreinerhammer wird meist zum Einschlagen von Nägeln verwendet. Mit der Finne ist es möglich, Nagelköpfe zu treffen, die zwischen den Fingern gehalten werden, ohne die Finger zu verletzen.
Im Gegensatz dazu besteht ein Schreinerklüpfel aus Holz und wird zum Antreiben von Beiteln benutzt.